# 梅菲爾德 (密蘇里州)
梅菲爾德（英語：Mayfield）是位於美國密蘇里州波林格縣的非建制地區。

## 歷史
梅菲爾德的郵局於1882年設立，其後於1955年停運。亦有來源指出梅菲爾德的郵局三度設立和停運。

## 地理
梅菲爾德所處的海拔為高於海平面187米（即614英呎），而該地所採用的時區為UTC-6，即北美中部時區（CST）。同時該地設有夏令時間，為UTC-6調快一小時，即UTC-5（CDT）。